# 聖公會諸聖堂 (必打甚)

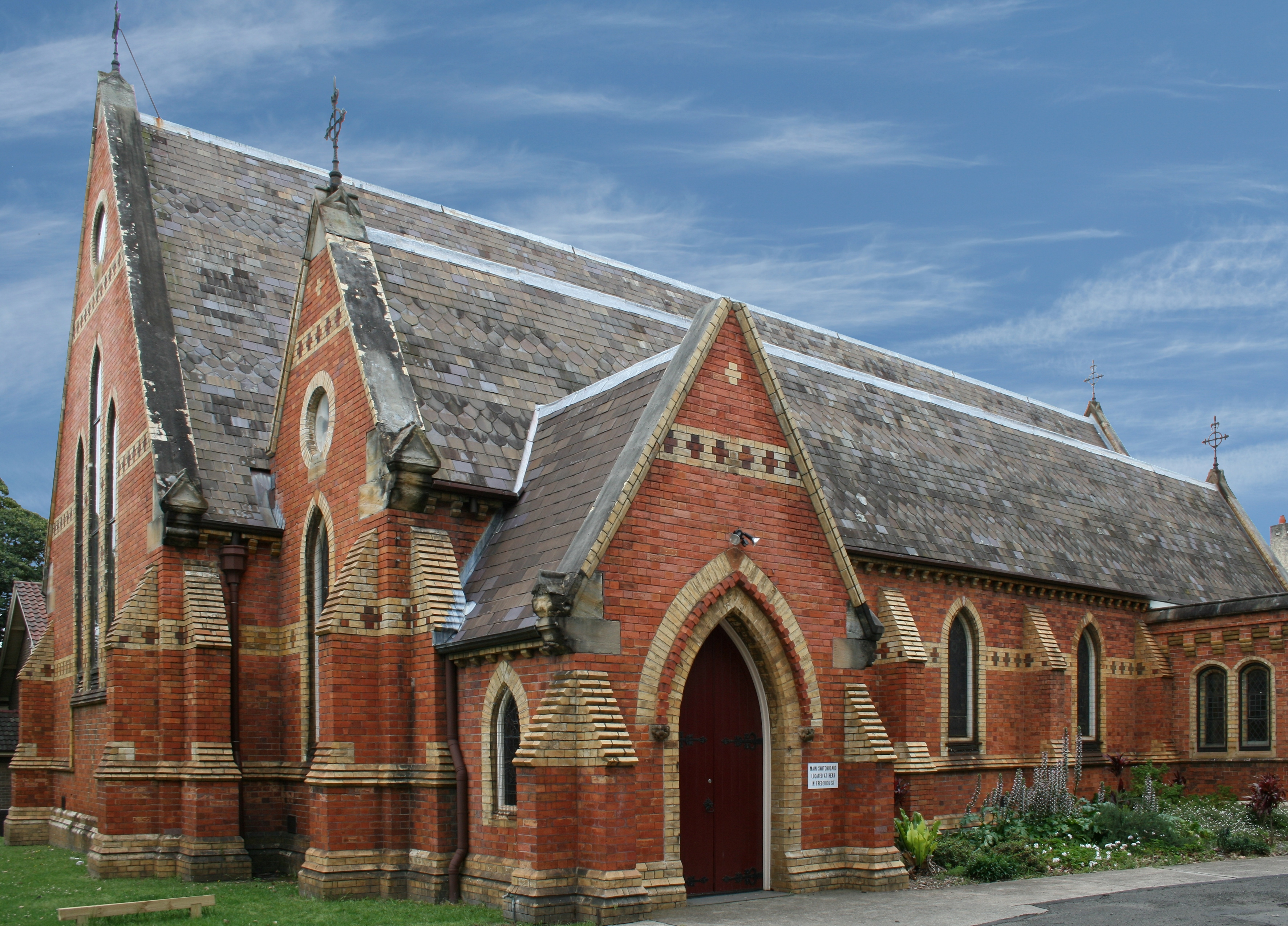
教堂一角

聖公會諸聖堂（英語：All Saints Anglican Church），是澳洲悉尼教區的一所圣公会教堂，位於新南威爾斯州的必打甚。

## 历史
1860年4月15日，第一次礼拜在必打甚的一个小教室举行。不久以后，会众决定修建一个讲堂和礼堂。从前的教室已经不再存在。

## 兴建
1870年，教区决定修建一个合适的教堂。教堂地点属于早期彼得舍姆的定居者普里多爾女士（Mrs. Priddle）的遗产。当年12月17日，建筑开始铺建基石。大约一年以后，教堂的东面完成建造。开放日期选择在诸圣节（1871年11月1日）。建造费用为1,927英镑。教堂的西侧在1879年开始建造，并於1880年完成建造，同年9月11日起开放。
教堂的小礼拜室建造于1886年。同一年，一套管风琴由英国的 A. Hunter & Sons of Clapham 製造，安装费用为750英镑。1911年以后，管风琴从水力发动机变成了电力发动机。
1974年2月11日，澳大利亚国家信托将教堂建筑注册为历史建筑。它也被新南威爾斯州环境和遗产办公室列为当地和該州有重大意义的建筑之一。
1970年11月1日，为了庆祝彼得舍姆教堂100周年，州长Sir Roden Cutler将一个纪念石放置在教堂。

## 教堂活动
每周四晚6点到8点，提供免费英语课。

## 杰出牧师
- Rev HA Palmer foundation rector
- Rev C Barber
- Can RE Goddard
- Rev PJ Bazeley
- Rev CE Adams
- Rev RA Johnson
- Rev T E Chamion

当前的高级牧师是 Rev Benjamin Gray

## 著名教友
- 查理斯·亞瑟·賈曼（Charles Arthur Jarman），著名風琴演奏家與作曲家[2]